# Bokermannohyla itapoty
Bokermannohyla itapoty es una especie de anfibios de la familia Hylidae. Es endémica de Brasil.
Sus hábitats naturales son las zonas rocosas cercanas a corrientes intermitentes de agua.